# TV 문화전
TV 문화전은 KBS대구의 방영 프로그램이다.

### 진행자
- 송현주아나운서 (여)